# Haljala
Haljala (autrefois Haljall) est un petit bourg (alevik) estonien du Virumaa occidental (autrefois Wierland).
C'est le siège administratif de la commune d'Haljala.

## Démographie
Sa population comptait 1 336 habitants en 2006.
Au 31 décembre 2011, il compte 1 084 habitants.

## Historique
L'endroit a été mentionné en 1241 par le Liber Census Daniæ, alors que le Wierland faisait partie du royaume du Danemark. Son église consacrée à saint Maurice date du XIVe siècle. Elle est en piteux état et n'est ouverte au culte qu'en été.
Le bourg possède un lycée.

## Architecture
- Château Altenhof
- Château de Kattentack